# بلاييا (كيلكيس)
بلاييا (Πλαγιά) هي مدينة في كيلكيس في مقاطعة فوريا إلادا في اليونان،
ويبلغ عدد سكانها حوالي 896 نسمة.

ٍ